# Tchubuni
Tchubuni (georgiska: თხუბუნი; abchaziska: Тхубун, Tchubun) är en ort vid Svarta havets kust, i den autonoma republiken Abchazien i nordvästra Georgien. Antalet invånare är 450.